# Endokardit
Endokardit, bakteriell, eller virusorsakad, inflammation i hjärtats klaffar.  De bakterier (oftast gula stafylokocker eller alfa-streptokocker) som orsakar infektionen bärs med blodet till klaffarna, där de slår sig ner. Vid en akut endokardit (oftast orsakad av gula stafylokocker) kan klaffarna förstöras av infektionen. Om så sker är situationen livshotande eftersom hjärtats pumpförmåga dramatiskt försämras. Klaffarna kan då behöva bytas ut genom kirurgiska ingrepp. En komplikation till sjukdomen är blodproppar som uppstår när små bitar av klaffarnas bakteriebeläggning lossnar och seglar iväg med blodströmmen. Sjukdomen behandlas med höga doser antibiotika intravenöst. 
Man kan få endokardit av injektionsmissbruk, och dåligt skötta förkylningar samt dålig munhygien.
Patienter med medfödda eller förvärvade hjärtfel och patienter med protetiska hjärtklaffar är riskpatienter.